# 拜默施泰滕
拜默施泰滕是德国巴登-符腾堡州的一个市镇。总面积14.34平方公里，总人口2506人，其中男性1239人，女性1267人（2011年12月31日），人口密度175人/平方公里。